# SmartDrive
SmartDrive (SMARTDRV) — программа кэширования диска, поставлялась с операционной системой MS-DOS с версии 4.01 по 6.22 и с системой Windows 3.x. Программа повышает скорость обмена данными с жестким диском за счет сохранения в оперативной памяти информации, доступ к которой выполняется наиболее часто.
Ранние версии SmartDrive загружались в виде драйвера SMARTDRV.SYS с помощью файла CONFIG.SYS. Поздние версии представлены исполняемым файлом SMARTDRV.EXE, который обычно запускается при старте системы с помощью файла AUTOEXEC.BAT (или командой install=SMARTDRV.EXE в CONFIG.SYS).